# Żywoty królów polskich wierszem elegijnym opisane
Żywoty królów polskich wierszem elegijnym opisane (łac. Vitae Regum Polonorum elegiaco carmine descriptae) – utwór Klemensa Janickiego wydany po raz pierwszy w Antwerpii w 1563.
Utwór przedstawia sylwetki polskich królów, będąc jednocześnie popularnym skrótem historii Polski. Pierwsze wydanie dzieła ukazało się w 1563 w Antwerpii. W Krakowie utwór został wydany w 1565. W trakcie XVI i XVII w. Żywoty ukazywały się wielokrotnie w przeróbkach na język polski, przygotowanych przez Sebastiana Klonowica i Jana Achacego Kmitę.
Do antwerpskiego wydania dzieła dołączona była satyra In Polonici vestitus varietatem et inconstantiam dialogus (Dialog przeciw różnorodności i zmienności polskich strojów), napisana w 1541 lub 1542. Satyra ma formę rozmowy Stańczyka z królem Władysławem Jagiełłą, określonym tu jako Morosophus.